# Tomás Ezequiel Reyes
Tomas Ezequiel Reyes (28 de abril de 1999, Córdoba Argentina) es un futbolista argentino, delantero del Club Sportivo Trinidense 

## Clubes
| Club              | País      | Año           | PJ | Goles |
| ----------------- | --------- | ------------- | -- | ----- |
| Atlas             | Argentina | 2016          | 15 | 9     |
| Deportivo riestra | Argentina | 2017          | 2  | 1     |
| Juventud Unida    | Argentina | 2017-2018     | 8  | 5     |
| General Caballero | Paraguay  | 2019-presente | 4  | 3     |

- Datos: Q65961413